# Heinz Bosl
Heinz Bosl, nemški baletni plesalec, * 21. november 1946, Stollhofen, Nemčija, † 12. junij 1975, München, Nemčija.
Heinz Bosl je študiral na baletni šoli pod okriljem Bavarske državne opere v Münchnu. Po maturiranju leta 1962, je postal stalni član baletne zasedbe na isti ustanovi. Leta 1965 pa je nadaljeval kot solist. V sedemdesetih letih dvajsetega stoletja je bil zvezda münchenskega Narodnega gledališča. Specializiral se je v vloge glavnega plesalca tradicionalnega baleta. Ustvaril je tudi vloge v Fantastični simfoniji Hectorja Berlioza, Srečanju v treh barvah in Casanovi v Londonu.  Pogosto je nastopal skupaj s plesalkami, kot so bile Konstanze Vernon, Margot Werner in Margot Fonteyn. S slednjo je nastopal tudi na dveh mednarodnih turnejah v letih 1973 in 1974. Boslu se je obetala briljantna kariera, a je zaradi levkemije umrl mlad, star komaj 28 let.
Po njegovi smrti, je njemu v spomin leta 1978 Konstanze Vernon ustanovila fundacijo (nemško Heinz-Bosl-Stiftung), ki pomaga mladim baletnim plesalcem.